# Первомайський район (Миколаївська область, 1923—2020)
Первома́йський райо́н — адміністративно-територіальний район Миколаївської області України, розташований на північному заході області, в степовій зоні України. 17 липня 2020 року район було укрупнено унаслідок адміністративно-територіальної реформи (у Миколаївській області замість районів 19 стало 4).

## Географія
Район межував на півночі з Голованівським, Вільшанським та Добровеличківським районами Кіровоградської області, на сході з Арбузинським, на півдні з Доманівським та Врадіївським, на заході з Кривоозерським районами Миколаївської області.
Територія району становить 1,3 тис. км² чи 5 % території області. Адміністративно-господарським і культурним центром району є місто обласного підпорядкування Первомайськ.
Відстань від районного центру до Миколаєва залізницею 324 км (від станції Первомайськ-на-Бузі), шосейною дорогою — 165 км.
На межі степу і лісостепу у північно-західній частині Миколаївської області на площі 1318,7 км², або 5 % території області, розташований Первомайський район.
Протяжність району з півночі на південь складає 44 км., а з заходу на схід 46 км. Координати крайньої північної точки — 48 градусів 15 хвилин північної широти, координати крайньої південної точки — 46 градусів 30 хвилин північної широти, крайня східна точка має координати 33 градуси 05 хвилин, а крайня західна 30 градусів 14 хвилин східної довготи.
Рельєф місцевості хвилясто — горбкувата рівнина зі слабким похилом в південно-східному напрямку. Місцевість розташована між Причорноморською низовиною на півдні, Придніпровською височиною на сході та Подільською височиною на заході, в басейні річки Південний Буг, що перетинає місцевість з північного — заходу на південний — схід. Первомайський район розташований в північно-степовій ландшафтній зоні, де поширені найродючіші ґрунти — чорноземи, тут на схилах Українського Щита утворились багаті поклади будівельної сировини.

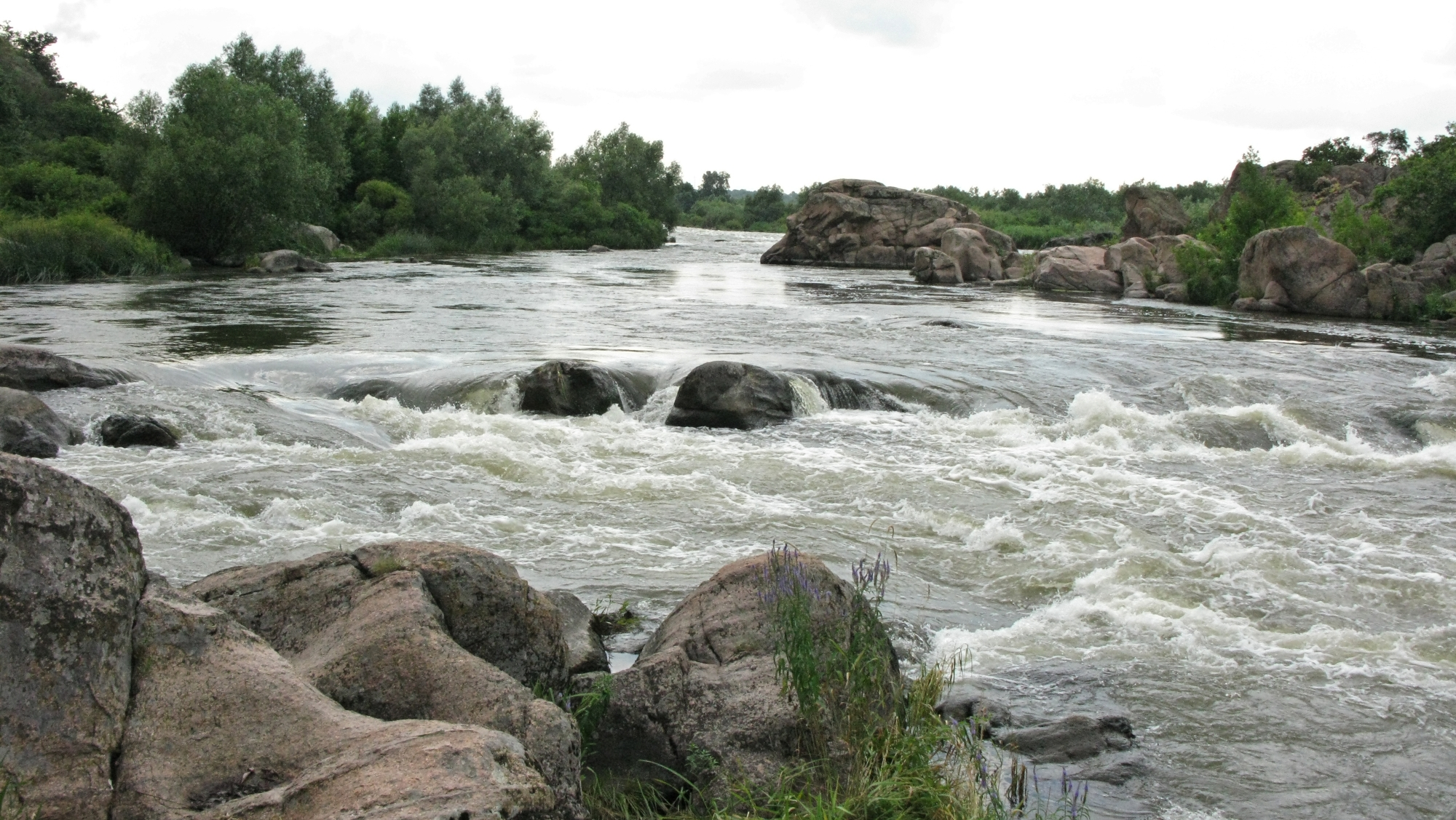
Південний Буг. Пороги біля с. Мигія

Річки, що протікають на території району, відносяться до басейну Південного Бугу. В межах району Південний Буг протікає з північного заходу на південний схід. На цьому відрізку річку доповнюють притоки Синюха і Кодима. Довжина Південного Бугу в межах району 90,6 км, ширина 200—300 м.
Річка Синюха є основною притокою Південного Бугу і впадає в неї у Первомайську. Притокою Синюхи є Чорний Ташлик. Річка Кодима — права притока Південного Бугу, в посушливі роки на перекатах пересихає. Окрім річок, у районі є багато штучних водойм.
Води річок для питних цілей не використовуються. Основними джерелами господарсько-питного водозабезпечення в районі є шахтні криниці та водогонні мережі із підземних джерел.

## Історія
Територія району була заселена давно. Свідченнями тому є знайдені залишки поселень доби неоліту і бронзи (VI, II тисячоліття до н. е.), могильник кімерійського часу (X—VIII ст. до н. е.), поселення скіфської (IV—III ст. до н. е.) і черняхівської культури (II—VI ст. н. е.).
У 1420 році на північ від Первомайська литовський князь Вітовт спорудив арковий міст через Південний Буг яким проходив торговельний шлях з Київщини і Брацлавщини на Очаків і Хаджибей. Біля мосту виникло поселення, яке є найстарішим із нині існуючих в районі — село Вітольдів (Вітовтів) Брід.
Кілька сторіч землі Первомайського району належали трьом державам: правобережжя Південного Бугу — Османській імперії, лівобережжя Південного Бугу і Синюхи — Запорозькій Січі, а згодом — Російській імперії і, нарешті, межиріччя Південного Бугу і Синюхи — Річі Посполитій.
У вересні 1867 року було введено в дію залізничну ділянку Балта—Ольвіополь, а наступного року — ділянку Ольвіополь—Єлизаветград. Це слугувало поштовхом для розвитку економіки району, виникненню низки невеликих залізничних станцій. В 1899 році приватні власники спорудили вузькоколійну залізницю Рудниця—Підгородня, подовживши в 1907 році її до Ольвіополя.
До 1918 року правобережжя Південного Бугу належало Ананьївському повітові, лівобережжя — Єлизаветградському повітові Херсонської губернії, а межиріччя — Балтському повітові Подільської губернії.
В 1919 році створено місто Первомайськ і майже всі землі району врешті були об'єднані. Рішенням Одеського губревкома в липні 1920 року створено Первомайський повіт, а в 1923 році — Богопільський район Першомайської округи Одеської губернії.
В 1930 році ліквідовано Першомайську округу і (1927 р.) Богопільський р-н перетворено у Первомайський район (Одеської округи; з 1932 року — Одеської області).
В 1941 році, з початком Німецько-радянської війни територія Первомайщини була окупована німецько-румунськими загарбниками і розділена між двома країнами по Південному Бузі. Правобережна частина ввійшла до складу Голтянського повіту губернаторства Трансністрія, а лівобережна — до Первомайської округи генеральної округи Миколаїв райхскомісаріату Україна.
Навесні 1944 року Первомайщина повністю була звільнена від німецько-румунських окупантів. Район відновлено в його довоєнних межах. З грудня 1944 року по січень 1959 року частина земель району входила до складу Лисогірського району.
В лютому 1954 року у зв'язку зі зміною адміністративно-територіального розподілу УРСР, Первомайський район увійшов до складу Миколаївської області. В 1959 році ліквідовано Лисогірський район, його землі увійшли до складу Первомайського району.

## Адміністративний устрій
Район об'єднує 50 населених пунктів: 1 селище міського типу, 6 селищ і 43 села, що об'єднані в 1 селищну та 21 сільську ради.

## Населення
Розподіл населення за віком та статтю (2001)
| Стать | Всього | До 15 років | 15-24 | 25-44 | 45-64 | 65-85 | Понад 85 |
| --- | ------ | ----------- | ----- | ----- | ----- | ----- | -------- |
| Чоловіки | 17 185 | 3445        | 2218  | 5049  | 4350  | 2020  | 103      |
| Жінки | 20 010 | 3359        | 2212  | 4840  | 5295  | 3877  | 427      |
| \| Статево-вікова піраміда \| Статево-вікова піраміда \| Статево-вікова піраміда \| \| ----------------------- \| ----------------------- \| ----------------------- \| \| Чоловіки \| Вік \| Жінки \| \| 103 \| 85 + \| 427 \| \| 142 \| 80-84 \| 458 \| \| 449 \| 75-79 \| 1148 \| \| 714 \| 70-74 \| 1297 \| \| 715 \| 65-69 \| 974 \| \| 1354 \| 60-64 \| 1821 \| \| 787 \| 55-59 \| 1076 \| \| 1081 \| 50-54 \| 1205 \| \| 1128 \| 45-49 \| 1193 \| \| 1322 \| 40-44 \| 1205 \| \| 1278 \| 35-39 \| 1255 \| \| 1246 \| 30-34 \| 1206 \| \| 1203 \| 25-29 \| 1174 \| \| 1063 \| 20-24 \| 1032 \| \| 1155 \| 15-20 \| 1180 \| \| 1390 \| 10-14 \| 1419 \| \| 1170 \| 5-9 \| 1115 \| \| 885 \| 0-4 \| 825 \| |        |             |       |       |       |       |          |
| Статево-вікова піраміда |        |             |       |       |       |       |          |
| Чоловіки | Вік    | Жінки       |       |       |       |       |          |
| 103 | 85 +   | 427         |       |       |       |       |          |
| 142 | 80-84  | 458         |       |       |       |       |          |
| 449 | 75-79  | 1148        |       |       |       |       |          |
| 714 | 70-74  | 1297        |       |       |       |       |          |
| 715 | 65-69  | 974         |       |       |       |       |          |
| 1354 | 60-64  | 1821        |       |       |       |       |          |
| 787 | 55-59  | 1076        |       |       |       |       |          |
| 1081 | 50-54  | 1205        |       |       |       |       |          |
| 1128 | 45-49  | 1193        |       |       |       |       |          |
| 1322 | 40-44  | 1205        |       |       |       |       |          |
| 1278 | 35-39  | 1255        |       |       |       |       |          |
| 1246 | 30-34  | 1206        |       |       |       |       |          |
| 1203 | 25-29  | 1174        |       |       |       |       |          |
| 1063 | 20-24  | 1032        |       |       |       |       |          |
| 1155 | 15-20  | 1180        |       |       |       |       |          |
| 1390 | 10-14  | 1419        |       |       |       |       |          |
| 1170 | 5-9    | 1115        |       |       |       |       |          |
| 885 | 0-4    | 825         |       |       |       |       |          |

Національний склад населення за даними перепису 2001 року:
| Національність | Кількість осіб | Відсоток |
| -------------- | -------------- | -------- |
| українці       | 34145          | 91,78 %  |
| росіяни        | 1661           | 4,46 %   |
| молдовани      | 700            | 1,88 %   |
| білоруси       | 113            | 0,30 %   |
| болгари        | 109            | 0,29 %   |
| інші           | 475            | 1,28 %   |

Мовний склад населення за даними перепису 2001 року:
| Мова       | Кількість осіб | Відсоток |
| ---------- | -------------- | -------- |
| українська | 34681          | 93,22 %  |
| російська  | 1770           | 4,76 %   |
| молдовська | 432            | 1,16 %   |
| вірменська | 50             | 0,13 %   |
| білоруська | 35             | 0,09 %   |
| інші       | 235            | 0,63 %   |

Населення району в останні роки має тенденцію до зниження. Станом на 01.01.2011 року мешкало 31665 осіб, з яких: 90 % — українці, 6,7 % — росіяни, 3,3 % — інші національності, найбільше з яких складають молдовани, болгари, білоруси.

## Транспорт
Територією району проходить автошлях E584.

## Освіта
В районі є один вищий навчальний заклад I рівня акредитації (Мигійський коледж Миколаївського національного аграрного університету), 30 загальноосвітніх шкіл, 20 дитячих дошкільних закладів.

## Пам'ятки
У Первомайському районі на обліку перебуває 20 пам'яток архітектури, 74 — історії, 130 — археології (докладніше див. Пам'ятки археології Первомайського району (Миколаївська область)).

## Визначні уродженці
- Абрамович Абрам Григорович (1910 — 1937) — лейтенант, командир танкового взводу, Герой Радянського Союзу (1937, посмертно).
- Василенко Петро Мефодійович (1900 — 1999) — академік Української академії аграрних наук (1957), доктор технічних наук (1949), професор кафедри
- Вахненко Олексій Якович (1920 — 1980) — старший лейтенант, командир стрілецької роти, Герой Радянського Союзу (1945).
- Головченко Володимир Терентійович (1921 — 1945) — старший лейтенант, командир танкового взводу, Герой Радянського Союзу (1945, посмертно).
- Горбачевський Олександр Іванович (1918 — 1989) — гвардії капітан, командир ескадрильї, Герой Радянського Союзу (1944).
- Гречаний Парфентій Карпович (1924 — 1943) — командир підпільної молодіжної організації «Партизанська Іскра», Герой Радянського Союзу (1958, посмертно).
- Квасницький Олексій Володимирович (1900 — 1989) — академік АН УРСР (1951), доктор біологічних наук (1940), професор (1941), заслужений діяч науки УРСР (1960), Герой Соціалістичної Праці (1966)[6].
- Крижанівський Сава Полікарпович (1914 — 1970) — гвардії сержант, командир взводу автоматників, Герой Радянського Союзу (1944).
- Моргуненко Володимир Степанович (1905 — 1943) — організатор і керівник підпільного руху, Герой Радянського Союзу (1958, посмертно).
- Понамарчук Семен Трохимович (1922 — 1978) — гвардії старший сержант, командир відділення, Герой Радянського Союзу (1945).
- Срібний В'ячеслав Вікторович (1911 — ????) — український радянський письменник.
- Чабанов Іван Миколайович (1923 — 2001) — гвардії старший сержант, командир кулеметного розрахунку, повний кавалер ордена Слави, учасник визволення Первомайщини.
- Шелест Денис Андрійович (1906 — 1979) — майор, командир мінометного полку, Герой Радянського Союзу, кавалер двох орденів Олександра Невського.
- Шитюк Микола Миколайович (народ. 1953 р.) — доктор історичних наук (2001), професор, академік Академії історичних наук України (2003), Заслужений діяч науки і техніки України, лауреат премії ім. М. М. Аркаса.
- Педченко Галина Данилівна (1926—2016) — українська поетеса.
- Шкурко Макар Іванович (1914 — 1945) — старший сержант, командир відділення, Герой Радянського Союзу (1945, посмертно).
- Руснак Микола Анатолійович (1983—2014) — український військовий. Учасник російсько-української війни. Загинув під час оборони Маріуполя. Нагороджений Орденом «За мужність» ІІІ ступеня (посмертно).[7]
- Завірюха Олександр Ігорович (1992—2014) — український військовий. Учасник російсько-української війни. Загинув під час оборони Донецького Аеропорту. Нагороджений Орденом «За мужність» ІІІ ступеня (посмертно).[7]
- Сенкевич Максим Олегович (1989—2014) — український військовик. 11 листопада 2014 р.[8] загинув у бою з російською розвідувально-диверсійною групою, уродженець Лисої Гори, командир роти 28-ї окремої механізованої бригади старший лейтенант. Похований в селі Чаусове-2.[9]
- Цушко Іван Іванович (1959—2014) — український філософ та соціолог.